# ريا أنتونيو
ريا أنتونيو (اليونانية: Ρία Αντωνίου مواليد 14 يوليو 1988) صاحبة لقب ملكة جمال اليونان، الوصيفة الثانية في ستار هيلاس 2008. هي أيضًا عارضة أزياء ومغنية وممثلة. هي رمز إغراء لعامي 2000 و2010.

## روابط خارجية
- ريا أنتونيو على موقع IMDb (الإنجليزية)